# Viceadmiral (SFRJ)
Viceadmiral (srbohrvaško: Vice admiral) je bil admiralski vojaški čin Jugoslovanske vojne mornarice, ki je delovala v sestavi Jugoslovanske ljudske armade.
V Kopenski vojski in Jugoslovanskem vojnem letalstvu mu je ustrezal čin generalpodpolkovnika, v trenutni Natovi shemi činov (STANAG 2116) ustreza razredu OF-8 in v Slovenski vojski mu ustreza čin viceadmirala.